# Mary Speer
Mary Margaret Speer, geboren als Mary Margaret Taylor (* 27. März 1906 in Midway, Pennsylvania; † 23. November 1966 in Pittsburgh) war eine US-amerikanische Mathematikerin und Hochschullehrerin.

## Leben
Speer wurde als Mary Margaret Taylor als das dritte von vier Kindern geboren und besuchte von 1918 bis 1921 die High School in Midway. Im folgenden Jahr besuchte sie die Carnegie High School am Stadtrand von Pittsburgh und wurde mit einem vierjährigen College-Stipendium ausgezeichnet, das jährlich auf der Grundlage einer Auswahlprüfung vom Washington County vergeben wurde. Von 1922 bis 1926 studierte sie Mathematik und Latein an der University of Pittsburgh. Nach ihrem ausgezeichneten Bachelor-Abschluss 1926 wurde sie in die Ehrengesellschaft Sigma Kappa Phi und die Ehrengesellschaft für Frauenwissenschaft in Pittsburgh gewählt. Von 1926 bis 1930 war sie Lehrassistentin an der University of Pittsburgh, erwarb 1928 ihren Master-Abschluss und studierte im Sommer 1928 gleichzeitig an der University of Chicago. Von 1930 bis 1934 war sie Dozentin für Mathematik an der Universität von Pittsburgh. Sie promovierte 1935 mit der Dissertation: Reciprocals of Certain Curves and Surfaces with Respect to a Space Cubic Curve. 1935 heiratete sie den Mathematiker und Anwalt Eugene R. Speer (1903–1978), mit dem sie drei Kinder bekam, die ebenfalls alle Mathematik studierten. Sie unterrichtete bis 1937 als Assistentin, bis 1938 und von 1942 bis 1943 als Ausbilderin in Mathematik an der Universität von Pittsburgh. Sie verließ die Universität von Pittsburgh, weil ihr gesagt wurde, dass Männer ihre Familien unterstützen müssten und das Geld benötigten. Sie war zeitlebens eine engagierte Presbyterianerin und aktives Mitglied und Administratorin der Pfadfinderinnen von Allegheny County, Pennsylvania.  Sie starb 1966 im Alter von 60 Jahren in Pittsburgh an Krebs.

## Veröffentlichungen (Auswahl)
- 1935: Taylor, M. M.: Reciprocals of certain curves and surfaces with respect to a space cubic curve. PhD dissertation, University of Pittsburgh, directed by Forest Almos Foraker.
- 1929: Taylor, M. M.: (Translator from the Latin) On the theory of combinations, by Jacques Bernoulli. In A Source Book in Mathematics, ed. D. E. Smith, 272–77. New York: McGraw-Hill Book Co. Reprint: 1959.
- 1937: Reciprocals with respect to a space cubic. Amer. Math. Monthly 44.
- 1939: Types of curvature of curves and surfaces. Amer. Math. Monthly 46.